# Branko Fučić
Branko Fučić (Bogovići, 1920. szeptember 8. – Fiume, 1999. január 31.), horvát művészet- és kultúrtörténész, tudós, esszéista, paleográfus, régész, akadémikus, utazási író, a glagolita örökség és az isztriai középkori falfestészet vezető szakértője és népszerűsítője.

## Élete
A Krk szigetén fekvő Malinska-Dubašnica területére eső Bogovići faluban, az iskola melletti házban született 1920-ban. Apja Šime Fučić helybeli tanító, anyja Marijane Povitzer volt. Hamarosan megszületett öccse, Mladen is. Családja 1922-ben apja áthelyezése miatt elhagyta szülőfaluját, és a Generalski Stol-ban eltöltött néhány év után, ezúttal is apja szolgálata miatt 1927-ben ismét Zágrábba költözött. Az általános iskola után a középiskolát Zágrábban, a felsővárosi gimnáziumban végezte. A középiskola után beiratkozott a Művészeti Akadémiára, a festő szakra, amit 1938-ban otthagyott, de az ott megszerzett tudás és rajzkészség egész életében segítették szakmai munkáját. Ezután beiratkozott a Zágrábi Egyetem Filozófiai Karára, ahol 1944-ben végzett a művészet- és kultúrtörténeti, valamint az olasz nyelv szakon. Már tanulmányai végén dolgozott a Gipsotekában, ahol megtanulta a gipszöntvény készítését, melynek később kutatásai során is hasznát vette, amikor számos isztriai és kvarneri glagolita emlék és címer másolatát öntötte ki. Branko Fučić korán kezdett írni és publikálni. Írásai kezdetben többnyire versek voltak, amelyek egy része 1939-ben Toni Tinov álnéven jelent meg a „Lirici hrvatskih sveučilištaraca” című egyetemi irodalmi lapban, és a Horvát líra antológiájában.
Egyetemi évei után először két évig a zágrábi Természetvédelmi Intézet munkatársaként dolgozott, majd 1946-ban az újonnan létrehozott Isztriai és Horvát Tengermelléki Természetvédelmi Intézetbe került Fiuméba, szintén csak két évre. Végül a zágrábi Jugoszláv Tudományos és Művészeti Akadémia Történeti Intézetében kapott állást (jelenleg a Horvát Tudományos és Művészeti Akadémia Történet- és Társadalomtudományi Intézetének Történettudományi Osztálya). Bár hivatalosan Zágrábban volt a helye, ideje nagy részét Fiumében töltötte, leginkább a terepen, főleg Isztriában, Kvarnerben és a szigeteken járt. A Ljubljanai Egyetem Filozófiai Karán doktorált 1965-ben, az isztriai középkori falfestészetről írt disszertációjával. 1989-től a ljubljanai Szlovén Tudományos és Művészeti Akadémia levelező tagja, 1991-től pedig a Horvát Tudományos és Művészeti Akadémia rendes tagja volt. 1990-ben ment nyugdíjba.

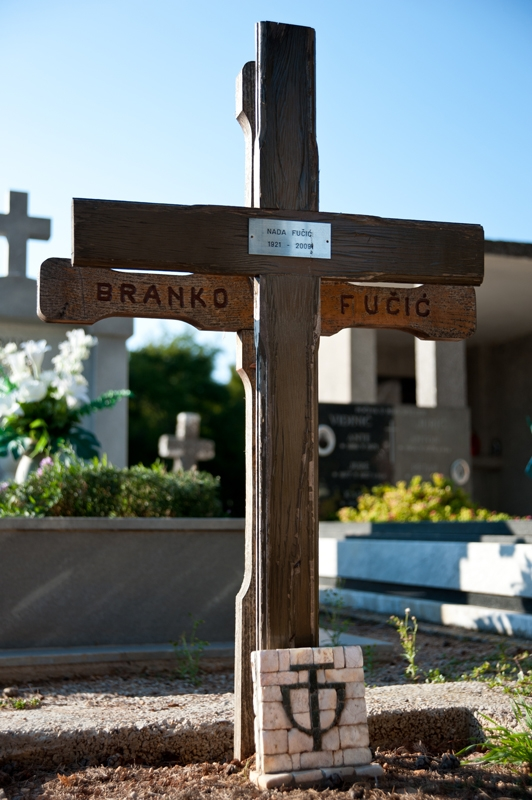
Fučić nyughelye Dubašnicán

1999. január 31-én halt meg Fiumében, és kifejezett végrendelete szerint a dubašnicai temetőben temették el, a régi Szent Apollónia-templom mellett.

## Munkássága
Sok éves eredményes munkája során Fučić elsősorban terepkutató volt - bejárta szinte az egész Isztria, a Horvát Tengermellék és a Kvarner szigeteit, mindig valami újat keresve, gyakran csak bizonyos jelek által vezérelve. Érdeklődése a középkori kulturális emlékek, különösen a falfestmények és a glagolita emlékek felé összpontosult. Isztria területén közel hatvan helyen fedezett fel és dolgozott fel középkori freskókat, az egykori Jugoszláviában, így a mai Horvátországban pedig a nyilvántartott glagolita feliratok több mint felét dolgozta fel. Ő vezette a Szent Lucia-apátság régészeti feltárását a Krk-szigeten, a Baška melletti Jurandvorban, ahol arra a következtetésre jutott, hogy a Baška-tábla nem emléktábla, hanem valójában a septum bal oldali széle, azaz az oltár előtti válaszfal egy része, amelyet egyidőben a templommal, a 10. században építettek. Arra a következtetésre jutott, hogy valahol kell lennie egy pluteusnak, melyet az élete végéig keresett.
Amellett, hogy a Szent Lucia-apátságban a régészeti ásatásokat és más épületek konzerválását vezette, és részt vett más feltárásokban, mint például a kora keresztény épületegyüttes Marija Osoron, a Baška melletti Szent Márk-templom, és mások.
Branko Fučić hozzájárulása a glagolita feliratok kutatásához a felfedezések mellett a glagolita feliratok feldolgozásában, rekonstrukciójában, átdolgozásában, újraolvasásában vagy új értelmezéseiben is megmutatkozik. A humi Szent Jeromos-templomban a 12. századból származó középkori freskókat talált. Számos glagolita graffitit is talált, köztük a híres "Humi graffitit". Branko Fučić kutatómunkájáig a glagolita graffitiket szinte teljesen figyelmen kívül hagyták a tudományos kutatásban. Fučić kezdte meg elsőként ezek feldolgozását, ugyanis úgy vélte, hogy a graffiti elsődleges történeti forrás, mert feltárja azt, amit a nagy dokumentumok nem árulnak el, ez pedig az ún. kisemberek történetét, mindennapjaikat. Ezek kis tükrök, amelyekben spontán módon tükröződik a korabeli életet.
Amellett, hogy az említett területek nagy szakértője volt, fontos megemlíteni egy másik, nem kevésbé fontos tehetségét is. Branko Fučić tudta, hogyan kell érthetően és vonzó módon felhívni a laikusok figyelmét számos felfedezésére és meglátására. Ismertette a freskókat, a glagolita ábécét, a glagolita graffitiket, és ezek az előadások fontos szerepet játszottak ezek népszerűsítésében a társadalomban, nem csak a tudományos és kulturális körökben. Gyakori vendég volt iskolákban, ahol festői és mégis egyszerű módon keltette fel a diákok érdeklődését a kulturális és történelmi örökség iránt. A feltárása, a feldolgozás, a dokumentálás és konzerválás mellett a nemzeti örökséget különféle módokon is népszerűsítette a nagyközönség előtt. Így 1992-től 1994-ig szombatonként a Rijekai Rádióban és a Zágrábi Rádióban voltak rövid műsorai, minden alkalommal új történelmi témában, freskókról, glagolita graffitikről, legendákról és érdekességekről, amelyekre kutatásai során rábukkant. Ezek alapján állította össze aztán legolvasottabb „Terra incognita” című könyvét. Ebben közérthetően, mégis irodalmi módon ismertette témáit anélkül, hogy megfosztotta volna magát a nyelv szakszerű használatától.

## Fő művei
- Istarske freske. Zagreb 1963.
- Leksikon ikonografije, liturgike i simbolike zapadnog kršćanstva (társszerző). Zagreb 1979.
- Glagoljska epigrafika. Zagreb 1982.
- Glagoljski natpisi. Zagreb 1982.
- Sv. Marija od Lakuća. Dvigrad—Kanfanar. Pazin 1987.
- Apsyrtides. Mali Lošinj 1990.
- Vincent iz Kastva. Zagreb—Pazin, 1992.
- Sv. Vid katedrala. Rijeka 1994.
- Drivenik. Rijeka 1995.
- Gaštronomija grišnoga fra Karla z Dubašnice. Rijeka 1996.
- Vid Omišljanin. Rijeka 1996.
- Terra incognita. Zagreb 1997.

## Elismerései
Branko Fučić számos díjat és elismerést kapott tudományos és szakmai munkájáért. Néhány a legfontosabbak közül:
- II. János Pál pápa 1983-ban lovaggá, a Nagy Szent Gergely-rend parancsnokává nyilvánította.[5]
- 1985-ben elnyerte a Bécsi Egyetem rangos Herder-díját „Glagolita natpisi” című művéért, valamint a középkori falfestészet, ikonográfia és epigráfia területén végzett átfogó munkásságáért.[5][10]
- 1986-ban a Zágrábi Egyetem Katolikus Hittudományi Kara teológiai díszdoktori címet adományozott neki.[5]

## Emlékezete
- Néhány hónappal Fučić halála után Bogovićiban, a plébánián kiállítást rendeztek, mely 1999. július 18-tól 25-ig tartott. A kiállítás egybeesett Malinska-Dubašnica község védőszentjének, Szent Apollóniának ünnepével. A kiállítás a „Branko Fučić akadémikus emlékére” címet viselte. A kiállítást még ő szervezte és írta a hozzá tartozó prospektust. A megnyitón a beszédet Fučić régi barátja Nikola Radić plébános mondta. [11]
- A malinskai Szent Miklós kápolnában 2001. május 18-án mutatták be Josip Žgaljić Branko Fučić életéről és munkásságáról szóló értékes és érdekes monográfiáját Dubašnicától Dubašnicáig címmel.[11]
- 2003-ban szülőhelyén, Bogovićiban emléktáblát állítottak tiszteletére, és egyidejűleg Malinska-Dubašnica község egyik utcáját róla nevezték el.[12]